# Daba Marenah
Daba Marenah oder Daba Marena († März oder April 2006) war Gouverneur (damalige Bezeichnung: Divisional Commissioner) der gambischen Upper River Region (URR).

## Leben
Bevor Marenah zum Commissioner der Upper River Division ernannt wurde (vor November 2000), war er Generaldirektor der National Intelligence Agency (NIA). Später, 2003 (vor Februar 2004), kehrte er als Generaldirektor der NIA zurück. In dieser Funktion blieb er bis 2006, als er im Zusammenhang mit dem gescheiterten Putsch vom 21. März 2006 inhaftiert wurde. Am 4. April wurde vermeldet, dass Marenah und vier weiteren Gefangenen bei einem Gefangenentransport nach Janjanbureh die Flucht gelang, als der Wagen in einen Graben gefahren war und sich überschlagen hatte. Darauf waren Gerüchte im Umlauf, dass Marenah gefoltert wurde und unter mysteriösen Umständen ums Leben kam. Amnesty International nennt diesen Vorfall: Mutmaßliche extralegale Hinrichtungen. Dass Marenah zu Tode kam, schien sich im Januar 2007 zu bestätigen.